# 미시마촌
미시마촌(일본어: 三島村)은 일본 가고시마현 사쓰마반도 남단에서 약 40km 떨어진 곳에 있는 가고시마군의 촌이다. 유인도인 다케시마섬·이오섬(기카이가섬)·구로시마섬과 무인도인 신이오섬, 덴시마섬으로 이루어져 있다.

## 지리
난세이 제도의 최북단에 속한다.
- 다케시마섬: 면적 4.20km, 둘레 9.7km, 인구 112명
- 이오섬: 면적 11.65km, 둘레 14.5km, 인구 142명
- 구로시마섬: 면적 15.37km, 둘레 15.2km, 인구 215명

## 역사
메이지 유신 이후 사쓰마국 가와나베군에 속했던 도카라 열도는 1897년에 오스미국 오시마군으로 소속이 변경되었다. 1908년에 자치체로서 짓토촌이 성립하였다.
1946년에 도카라 열도의 10개 섬 중 7개가 미군 관할하에 놓이게 되었고 남은 3개 섬은 미시마촌을 이루게 되었다. 미군이 관할했던 7개 섬도 1952년에 일본에 반환되면서 짓토촌은 공식적으로 도시마촌과 미시마촌으로 나뉘게 되었다. 1973년에 두 촌은 가고시마군에 편입되었다.

## 교통
가고시마 본항 - 다케시마섬 - 이오섬 - 구로시마섬을 운행하는 배편이 있다.